# جيروم فالكي
جيروم فالكي (مواليد 6 أكتوبر 1960) هو مسؤول كرة قدم فرنسي، شغل منصب الأمين العام للاتحاد الدولي لكرة القدم (الهيئة الدولية الحاكمة للرياضة). فُصل من مصبه في 13 يناير 2016، نتيجة للادعاءات الناشئة عن قضية الفساد في الاتحاد الدولي لكرة القدم عام 2015.
كان في الأصل صحفيًا في المحطة التلفزيونية الفرنسية كنال+، وفي عام 1997 تم تعيينه رئيسًا تنفيذيًا في Sport+. في عام 2003، تحول إلى الاتحاد الدولي لكرة القدم كمدير للتسويق والتلفزيون، تحت رئاسة جوزيف بلاتر. خرج من الاتحاد في 12 ديسمبر 2006، بسبب دوره في التفاوض على عقود رعاية الفيفا مع شركات بطاقات الائتمان المنافسة، فيزا وماستركارد. في عام 2007، عاد إلى الفيفا، حيث تم تعيينه أمينًا عامًا من قبل بلاتر، خلفًا لأورس لينسي. أعفي من مهامه في 17 سبتمبر 2015، ثم أوقف مؤقتًا من جميع أنشطة كرة القدم في 8 أكتوبر 2015 لمدة 90 يومًا، وتم تمديدها عند انتهاء صلاحيتها لمدة 45 يومًا أخرى، قبل أن تتم إقالته في النهاية. في 12 يناير 2016، أوقفت لجنة الأخلاقيات بالفيفا فالكي حتى عام 2028، مع توقيع غرامة قدرها 100،000 فرنك سويسري. في 28 فبراير 2017، استأنف فالكي ضد العقوبة أمام محكمة التحكيم الرياضية.لاحقًا، رفضت محكمة التحكيم الرياضية هذا الاستئناف في 27 يوليو 2018 وتم تأييد الحكم الأصلي للجنة الأخلاقيات التابعة للفيفا.

## مسيرته
عمل فالكي كصحفي في شركة التلفزيون الفرنسية كنال+. ومن عام 1991 حتى عام 1997 شغل منصب نائب رئيس الرياضة. في عام 1997، تولى منصب الرئيس التنفيذي لشركة Sport+.

### مدير التسويق في الفيفا
في صيف عام 2003، انضم فالكي إلى الاتحاد الدولي لكرة القدم في زيورخ، وتولى منصب مدير التسويق والتلفزيون.

#### الجدل حول المفاوضات مع فيزا
في 7 ديسمبر 2006، أصدرت محكمة في نيويورك حكمًا يفيد بأن فالكي كذب في دوره كمدير تسويق للتفاوض على اتفاقيات الرعاية مع شركة فيزا المنافسة، على الرغم من الاتفاقية القائمة بين الفيفا والشريك طويل الأمد ماستركارد، وبالتالي انتهك حق التفاوض الأول لشركة ماستركارد. وبسبب هذا، تم تغريم الفيفا 60 مليون دولار أمريكي. وعلى الرغم من الحكم، احتج فالكي وأكد على براءته، قائلًا "أشعر أنني نظيف... ليس لدي شعور بأننا كنا قذرين للغاية".
أعفى رئيس الفيفا جوزيف بلاتر فالكي، إلى جانب ثلاثة موظفين آخرين في الفيفا، يوم 12 ديسمبر 2006 من وظيفته كمدير تسويق. وأصدر الفيفا بيانًا بشأن هؤلاء الموظفين الأربعة: "لقد انتهكت مفاوضات الفيفا مبادئ عملها... لا يمكن للفيفا أن تقبل مثل هذا السلوك بين موظفيها". ووفقًا لبلاتر، تم إعفاء فالكي ولم يتم فصله. استبدل فالكي بإيلكو م. فان دير نول كمدير مؤقت للتسويق في الفيفا.
بعد الاستئناف والمزيد من الإجراءات القانونية، توصلت الفيفا إلى تسوية مع فيزا وماستركارد في 21 يونيو مقابل 90 مليون دولار أمريكي.

### الأمين العام للاتحاد الدولي لكرة القدم
وعلى الرغم من الفضيحة، غُين فالكي أمينًا عامًا للفيفا في اجتماع اللجنة التنفيذية للفيفا في 27 يونيو/حزيران 2007، بناء على اقتراح رئيس الفيفا جوزيف بلاتر، وبالتالي تم انتخابه خلفاً لأورس لينسي الذي استقال في 11 يونيو/حزيران 2007. وتم تنصيب ماركوس كاتنر، رئيسًا للمالية بالفيفا الذي عمل أمينًا عامًا مؤقتًا، نائباً له. ويعد فالكي أول أمين عام للفيفا منذ عام 1956 لم يولد في سويسرا.
وقد فاجأ تعيين فالكي أميناً عاماً للفيفا بعض الخبراء. وقال رئيس الفيفا بلاتر: "الأشخاص الأقوياء يعيدونك إلى الساحة. عندما بدأ عمله كمدير للتسويق والتلفزيون في الفيفا قبل أربع سنوات ونصف، كنا في أزمة مالية. والآن لدينا حقوق ملكية تبلغ 752 مليون فرنك سويسري". رد فالكي على ترقيته في 27 يونيو 2007 في زيورخ بالتصريح التالي: "إنه مثل الحلم بالنسبة لي".

#### اتهامات الفساد

##### اتهامات 2011
في 30 مايو 2011، قام عضو اللجنة التنفيذية للفيفا جاك وارنر، الذي تم إيقافه في ذلك اليوم بسبب انتهاكات أخلاقية محتملة في انتظار التحقيق، بتسريب بريد إلكتروني من فالكي يشير إلى أن قطر "اشترت" حقوق استضافة كأس العالم 2022. أصدر فالكي بعد ذلك بيانًا ينفي فيه أي إشاعات بأن هناك رشاوى، وزعم أن "البلاد استخدمت قوتها المالية للضغط من أجل الحصول على الدعم" في ما بعد، نفى المسؤولون القطريون جميع المزاعم التي تروج لها وسائل الإعلام.

##### اتهامات 2015
في 27 مايو 2015، كشفت وزارة العدل الأمريكية عن لائحة متهمين عقب اعتقال العديد من مسؤولي الفيفا السابقين والحاليين. وذكرت أن "مسؤولاً رفيع المستوى في الفيفا" تسبب في دفع مدفوعات بلغ مجموعها 10 ملايين دولار أمريكي إلى حسابات مصرفية باسم الكونكاكاف والاتحاد الكاريبي لكرة القدم التي يسيطر عليها وارنر.
نفى الفيفا تورط فالكي، وصرح الأخير أنه لم يأذن بالدفع وليس لديه السلطة للقيام بذلك. ومع ذلك، اتضح لاحقًا أن رئيس اتحاد جنوب إفريقيا لكرة القدم الدكتور موليفي أولفانت راسل فالكي في 4 مارس 2008 ليطلب تحويل 10 ملايين دولار أمريكي من ميزانية لجنة تنظيم كأس العالم 2010 المستقبلية نحو "صندوق برنامج إرث الشتات" الذي يديره رئيس الكونكاكاف آنذاك جاك وارنر. وجاء في لائحة الاتهام الأميركية أن "المتآمر رقم 1 فَهِمَ أن العرض كان في مقابل موافقة وارنر والمتآمر رقم 1 والمتآمر رقم 17 على التصويت لصالح جنوب أفريقيا، وليس المغرب، لاستضافة كأس العالم 2010".

##### الإيقاف والتحقيق والفصل
في 17 سبتمبر 2015، أعلن الاتحاد الدولي لكرة القدم أن فالكي قد تمت تنحيته وإعفاؤه من مهامه حتى إشعار آخر. تم اتخاذ القرار من قبل لجنة الطوارئ التابعة للفيفا  بعد سلسلة من الادعاءات التي تورط فيها فالكي ببيع تذاكر كأس العالم بأعلى من قيمتها الأصلية. في 8 أكتوبر 2015، أوقفه الفرع التحقيقي للجنة الأخلاقيات التابعة للفيفا عن ممارسة أي نشاط متعلق بكرة القدم لمدة 90 يومًا عند انتهاء هذا الحظر، تم تمديده لمدة 45 يومًا أخرى وتم إحالة قضيته إلى الفرع القضائي للجنة الأخلاقيات من أجل اتخاد الإجراءات الرسمية ضده بتهمة "إساءة استخدام النفقات وانتهاكات أخرى لقواعد وأنظمة الفيفا"، مع توصية من الفرع التحقيقي بمنعه من ممارسة كرة القدم لمدة تسع سنوات وتغريمه 100،000 فرنك سويسري. في 13 يناير 2016، تم فصله من منصبه كأمين عام وتم إنهاء عمله في الفيفا على الفور. في يوليو 2018، خسر استئنافه أمام محكمة التحكيم الرياضية الذي رفع على حظره لمدة 10 سنوات من ممارسة أي نشاط متعلق بكرة القدم.

##### المحاكمة في 2020
في 14 سبتمبر 2020، بدأت المحكمة الفيدرالية السويسرية في مقاضاة كل من فالكي وناصر الخليفي، بناءً على تهم تتعلق باجتماع عُقد في 24 أكتوبر 2013، في المقر الرئيسي لشبكة بي إن سبورتس الفرنسية، حيث زُعم أن الخليفي وعد بشراء فيلا في بورتو كيرفو، سردينيا مقابل 5 ملايين يورو، لاستخدامها من قبل فالكي من خلال عقد إيجار وقعه عبد القادر بصديق، مقابل منح حقوق عرض كأس العالم 2026 و2030 لشبكة بي إن سبورتس.
وفي الوقت نفسه، اتُهم فالكي أيضًا بقبول 1.5 مليون دولار أمريكي كرشاوى من رجل الأعمال اليوناني دينوس ديريس، لمساعدته في سداد ديونه الشخصية البالغة 11 مليون دولار أمريكي، والتي نشأت عن شراء منزلين في سويسرا بقيمة 7 ملايين فرنك سويسري بالإضافة إلى قارب بطول 34 مترًا (112 قدمًا) بقيمة تزيد عن 2 مليون فرنك سويسري.

##### تمديد الإيقاف
في 24 مارس 2021، تم تمديد إيقافه الأول، الذي كان من المقرر أن ينتهي في أكتوبر 2025، لمدة ست سنوات حتى عام 2031.

## حياته الشخصية
إلى جانب لغته الأولى الفرنسية، يتحدث فالكي الإنجليزية والألمانية والإسبانية. وهو متزوج من أورنيلا ستوتشي، التي حصل بسببها على الجنسية الجنوب أفريقية، ولديه ابن وابنة (ماتيو فالكي وفالنتينا فالكي).